# モビルスーツ
モビルスーツ (MOBILE SUIT, MS) は、アニメ『機動戦士ガンダム』をはじめとする「ガンダムシリーズ」に登場する、架空の兵器の分類のひとつ。
ほとんどの場合、高さ20メートル前後の有人操縦式の人型機動兵器のことを指す。また、題名に「機動戦士」を冠する作品においてはその英訳としても使用される。

## 設定の経緯
『機動戦士ガンダム』の初期の企画『フリーダム・ファイター』では、前作に当たる『無敵鋼人ダイターン3』や『無敵超人ザンボット3』のようにロボットを登場させる予定はなかった。しかし、スポンサーのクローバーからの要請により、仕方なくロボットを出すこととなった（詳細は「機動戦士ガンダム#企画の経緯」を参照）。それでも今までのような巨大ロボットにはしたくないと考えていたところ、設定協力として関わっていたスタジオぬえの高千穂遙からロバート・Ａ・ハインラインのSF小説『宇宙の戦士』に登場する宇宙強化服「パワードスーツ」を提示され、すぐにメカニックデザイン担当の大河原邦男に「そんな感じで」と依頼した。なお、『宇宙の戦士』はパワードスーツだけでなく、「SFとは何か」ということを研究する題材にもされ、ロボット的な兵器を運用するのにも兵站が必要であるといったリアルさが活かされたという。また兵器を製造するには軍需産業や工業体制も必要になることから、それまで製作していた宇宙からの侵略者と戦う物語から、『機動戦士ガンダム』は当時は忌避されていた国家間の戦争を描く戦記物となった。
宇宙での戦闘であれば、まずは長距離戦で始まり、その後は中距離戦、最後には白兵戦となることが想定され、それぞれに特化した3機種がデザインされた。「重機甲型機動歩兵」「重砲兵型機動歩兵」「突撃攻撃型機動歩兵」と仮称された3機種は、それぞれガンタンク、ガンキャノン、ガンダムの原型となった。また、宇宙時代の兵器・兵隊であることから「銃」をもたせることにこだわったという。なお、敵メカであるザクは総監督の富野喜幸によるラフデザインはあったものの、当時は主役メカ以外は商品化されることはなかったため、スポンサーの注文もなく大河原が自由にデザインしたという。ただし「モノアイ（単眼）」は富野の要望により取り入れられた。
名称は、当初「パワードスーツ」をそのまま使う案もあったが訴訟の懸念もあり、すでに決定していた「機動戦士」という単語の「機動（モービル）」に「スーツ」を付け、間延びを解消するために縮めて「モビルスーツ」とされた。この名称は、富野が自分で造ったと高千穂遥との雑誌対談で述べている。
サイズは、当初はパワードスーツと同様に2.5メートル程度が想定されたが、子供にアピールできないとして大型化された。18メートルという身長は、元祖巨大ロボットであるマジンガーZに戻しただけであるが、当時はコン・バトラーV（57メートル）やダンガードA（200メートル）などさらに巨大なロボットが主流であったため、兵器として十分リアルに思えるのではないかと考えられた。また、ほかのメカとの兼ね合いで「絵」として見せられる限界の大きさでもあった。また現実の戦闘機と同じ1人乗りのサイズであることが、一人のパイロットの物語を描くことにも繋がっている。
彩色は、当時のロボット物には珍しい白色が大河原の意向で取り入れられた。しかしセル画による撮影が主流だった当時、透過光となる純粋な白色を主色に利用するのは困難で、セル絵の具メーカーの太陽色彩株式会社が青を薄く混ぜた専用色を新たに作成した。
また、MS同士が同じ画面の中で戦う理由付けとして、レーダーを使用不能にするミノフスキー粒子が設定された。
これまでの巨大ロボットでは、多くの場合コックピットが頭部にあったが、MSのコックピットはほとんどが腹部にあるとされた。これについて、『機動戦士ガンダム』の設定考証を担当したスタジオぬえの松崎健一は、「人型」にともなう重心位置の関係で、運動しているときに一番動きの少ない部位であるからとしている。ただし一方で、敵から見た場合には狙いやすく、頭部と腹部のどちらがよいのかは実際にMSを造って乗ってみないと分からないと述べている。
モビルスーツの性能といえば現在ではエンジンである核融合炉の出力(=パワー) を表す「ジェネレーター出力」、ロケット噴射などの推進力（＝移動力）を現す「スラスター推力」などが代表的なもので、その他にも「センサー有効範囲」、「全高·頭頂高」などがある。  実は、これらの設定は最初から存在していたわけではなく、「機動戦士Zガンダム」ではじめて登場したものである。「機動戦士ガンダム」が制作されていた頃には、作品世界観の考証は、裏設定という形で存在したが、モビルスーツ単体の性能の設定を作ることはそれほど重視されておらず、「最高出力2万5千馬力」や、「地上最高歩行速度100キロ」 といったような、子供向けの本や玩具用の設定が一応作られていた程度だった。しかし、高校生～大学生といった高年齢層であったガンダムのファンたちはそれでは飽きたらず、放映終了後もムック「ガンダムセンチュリー」（みのり書房刊）などをはじめとして積極的にあらゆる設定の考証がなされ、ガンダムを語る上での一つのジャンルとなっていった。このような状況で、よりリアリティのある再デザインされたのが『Zガンダム』という続編を作ってからだった。MSの「出力」に関する数値設定も「kW」という単位で再創作された。それ以降、ガンダムシリーズの他の作品でもモビルスーツのスペックにはより細分化されているが、概ね『Zガンダム』で作られたスペック項目をベースに作成されている。

## 宇宙世紀におけるモビルスーツ
『機動戦士ガンダム』をはじめとする「宇宙世紀」を舞台とする作品において、モビルスーツの「スーツ (SUIT)」は "Space Utility Instruments Tactical"（戦術汎用宇宙機器） の略とされる。なお、モビルスーツという名称に対して、人間が着用する宇宙服全般（パイロットスーツ含む）は「ノーマルスーツ」と呼称する。
宇宙世紀0065年、サイド3のスペース・コロニー国家であるジオン公国において、レーダーや誘導兵器を使用不能にするミノフスキー粒子の特殊効果が発見される。公国軍は0071年に同粒子の散布下における新型兵器の開発に着手、国防省は各兵器メーカーに対して開発を命じている。いくつかのシステムが提示されるが、要求性能を満たすのはジオニック社のZI-XA3と、MIP社のMIP-X1のみであった。「人型」であるZI-XA3は、テストを視察したギレン・ザビの冷笑を買ったともいわれるが、総合性能においてMIP-X1を凌ぎ、国防省はZI-XA3の採用を決定する。0073年に「モビルスーツ」の呼称とMS-01の型式番号を与えられ、表向きは新型の宇宙用作業機とされるが、引き続き実戦タイプの開発が命じられる。開発の要点として、単機での一定の作戦行動時間の維持、移動に関わる動力供給と配置バランス、四肢の稼働をより円滑におこなうための補機設計に絞られる。
0074年2月、ジオニック社は実戦型MSであるザク (I) の試作型をロールアウト。翌0075年の制式採用試験においてツィマット社のヅダを下している（OVA『機動戦士ガンダム MS IGLOO』より）。ザクIの実用試験を観覧したギレンは、「これこそ今のジオンに必要な兵器だ」と叫び、心の中で開戦を決意したといわれる。0078年1月には改良型であるザクIIの量産が開始され、翌0079年1月からのジオン独立戦争（一年戦争）の緒戦において当時の主力兵器であった宇宙戦艦を圧倒し、目覚ましい戦果を挙げる。
一方、コロニーを含む地球圏を統治する地球連邦軍においても、一年戦争以前から公国軍の新兵器の漠然とした情報をもとに、その対抗兵器の開発などを目的とした「RX計画」が進められるが、首脳陣に軽視され遅々として進んでいない。一年戦争緒戦での公国軍MSの威力を目の当たりにした首脳陣は、研究途上のMSの開発および実戦投入を早々に決定。0079年4月に発動した「V作戦」の一環として本格化し、ガンタンクやガンキャノンを開発、そして7月にはガンダムの試作1号機がロールアウト。公国軍と比べて非常に短期間で高性能な実用機を完成し得た背景には、以前からのMSに必要な技術の蓄積や、それを支える経済力に優れていたこと、また戦争に反対する何人かの公国軍MS技術者の亡命・協力が挙げられている。その後、ガンダムの簡易型であるジムが大量生産され、一年戦争における連邦軍の勝利に貢献する。

### 初期のモビルスーツ

#### 黎明期の機体
XC
バンダイのアンソロジーコミック『サイバーコミックス01.』（1988年）および『ガンダムジェネレーション1』（1990年）掲載の年表および漫画「STAMPEDE ミノフスキー博士物語」に登場（型式番号：X-91）。
宇宙世紀0050年にアメリカ航空宇宙局 (NASA) が開発したとされる人型機動兵器で、AMBACシステムのテストベッドとされ、航空機を人型にしたような外観である。頭部はザクIIに似ており、AMBAC制御により推進剤をほとんど消費しないためステルス性が高いとされ、のちにジオン軍に接収されたといわれる。なお、機体名称のXCは「ザク」と読み、ザクの名はここから取られているという。
MS-00
『サイバーコミックス』01.および『ガンダムジェネレーション1』掲載の年表に登場。
MS-01のテストベッドとされ、NASAから接収したXCのメカニズムを大幅に流用しているという。
大型二足歩行機
バンダイ発行の書籍『MS ERA 0001〜0080 ガンダム戦場写真集』（1990年）に登場する「コケるMS」のこと。オートバランサーの不良によって転倒する姿が捉えられている。名称は漫画『Developers 機動戦士ガンダム Before One Year War』巻末付録の年表により、宇宙世紀0070年5月のことであるとされる。
ZI-XA2
エンターブレイン発行の雑誌『G20 volume.2』に登場。ジオニック社の、のちにZI-XA3となる機体とされるが、腕部が未完成のため、代わりにバランサーウェイトを装備している。全高および頭頂高13.5メートル、重量15.5トンとされる。
AMBACシステム採用の機動兵器
メディアワークス発行の書籍『機動戦士ガンダム MS大全集2003』に掲載。
ジオニック社が試作していた機体で、人型ではないがAMBAC制御用の腕状の可動肢2基を有し、スラスターを用いずに180度回頭することが可能。また、機首（頭部）にはモノアイに近い構造が見られる。
なお、本機はムック『ガンダムセンチュリー』でAMBACの姿勢制御概念図上に描かれた機体と類似する。

#### クラブマン
『ガンダムセンチュリー』の文字設定が初出で、名称は旭屋出版発行の書籍『機動戦士ガンダム 劇場用アニメ第1作 フィルムコミック』による。外観は「初期のMS」としてそれらしいイラストがいくつか発表されているが、いずれも前出の大型二足歩行機をイメージソースとしている。明確にZI-XA3/MS-01とされたものとしては、ムック『G20 volume.2』でモデラーの東海村原八がZI-XA2やアーリー・ザクとともにデザイン・立体化したものがあり。分冊百科『週刊ガンダム・ファクトファイル』でもこれをもとにしたイラストが掲載された（イラスト：木下ともたけ）。
ジオニック社が建築作業用補機として製造する外骨格人型重機をベースに全高10数メートルの人型装甲作業機のプランを提出、承認と同時に試作機の開発を開始する。構想から5年、研究開始から2年後の宇宙世紀0073年1月に完成。MIP-X1との性能テストでは、宇宙空間での性能こそ一歩譲るものの、アステロイド要塞、月面およびコロニー内において高性能を示し、総合性能では既存の宇宙戦闘機や陸戦兵器をも凌駕しており、MS-01として採用される。一方で、ZI-XA3は空間作業機として開発され、これに高出力エンジンを取り付けフレームを強化、バーニア・スラスターと火器管制システムを追加して新兵器としたものがMS-01 クラブマンであるとする資料もある。
MSとしての機構はこの時点でほぼ完成しているが、核融合炉の小型化が間に合わず、既存の小型核融合炉を流用している（核分裂型の原子炉ともいわれる）ため、本体に収まりきらずに背面にはみ出すような形となっている。実験機の領域を出るものではなく、ジオニック社はサイド3や月などの関連企業や下請け会社に改良をおこなわせるなどして技術の向上を図っていく。
漫画『Developers 機動戦士ガンダム Before One Year War』に登場する作業機器建造会社ホシオカは本機の開発に携わっており、その際の余剰パーツで製造した2機を自社の作業機として運用している。外観は大型二足歩行機との共通点はなく、胴体が球形に近く頭部をもたない。動力は外部電源式で、背部からケーブルが伸びている。

#### MS-02
『ガンダムセンチュリー』の文字設定が初出。ジオニック社が制式発注後、機動性能の向上を目指した試作機。

#### MS-03
『ガンダムセンチュリー』の文字設定が初出。
MS-02と並行して開発される。装甲の強化および耐G性能の向上などの改良が施され、実戦用MSとして宇宙世紀0074年2月に試作1号機が完成するが、重装甲により重量が28トンとMS-01の倍近くに増加し、機動性はMS-02の6割にも満たず、軍の要求性能には達していない。製作途中の試作3号機は徹底的な軽量化が図られ、コックピットの脱出システムを廃止、機体はモノコック構造に変更されるが、性能はいまだ不十分とされる。最終的に、用途別に4機が製造されている。本機の時点でほぼ人型の容姿をもち、のちのMSとしての概形はできあがっている。初期の軍の戦史に本機の実用試験の記録が残っており、高コストであることと1機に必要な人材の数を除けば、兵器としての攻撃能力は高く評価できるという。一方で、兵器として運用するための（格闘戦も視野に入れた）機体強度、および奇襲作戦展開後の拠点構築や兵站確保のための重機としての能力や、人間同様の火器の分解・組み立てといった精密作業にも対応しうるマニピュレーターの高精度化も求められる。

#### MS-04
『ガンダムセンチュリー』の文字設定が初出。要求に対して性能が十分でないと見なされたMS-03に、新型熱核反応炉の搭載をはじめとする改良を加えたもの。

### 『機動戦士ガンダム THE ORIGIN』における初期のモビルスーツ
一部設定が改変された漫画・アニメ『機動戦士ガンダム THE ORIGIN』では、黎明期のMSとしてこれまでと異なる機体が新たに設定された。

#### モビルワーカー01式
地球連邦政府との独立戦争を視野に入れたジオン自治共和国の新兵器開発の、数種のプロジェクトのひとつである「MS」の前身となる人型機動兵器の初期試作実験機で、ドズル・ザビ大佐（当時）の主導で開発が進められる。月面開発用の作業機械に偽装する目的から、モビルワーカー (MW) を名乗っている。核融合炉の小型化に難航したため、胴体部がのちのMSよりもかなり大きく、足の短さとあいまってずんぐりした体型をもつ。
漫画版では型式番号を "MS-01" とする資料もあったが、作中ではMSとは呼ばれない。アニメ版では "MW-01" という型式番号とされ、下記のバリエーションが設定された。
初期型 (EARLY TYPE)
宇宙世紀0071年にダーク・コロニー内で開発された機体。頭部カメラに以降の公国系MSにも引き継がれるモノアイが設置されているが、コックピットはフレームのみでむき出しになっている。右腕は巨大なクロー、左腕は人間の手に近い5指のマニピュレーターが採用され、防弾用のシールドなどを携行する。オルテガが搭乗し、ガンタンク初期型との戦闘試験で勝利する。
後期型 (LATE TYPE)
パイロット保護のため、コックピット周りが変更されている。前腕部はアタッチメント式になっており、さまざまな専用作業パーツへの換装が可能。マッシュが搭乗する機体と、青いランバ・ラル機によって格闘実験がおこなわれる。
土木重機型 (HEAVY CONSTRUCTION TYPE)
後期型はのちに作業機械として実用化されており、ジオニック社から地球へリース契約で提供されている。下半身は不整地での安定した作業のために履帯ユニットに換装され、両前腕にブレードを装着し、大規模整地作業などで活躍する。ジャブローの建設工事で、一時的に軍を除籍となったシャア・アズナブルが搭乗する。ほかに、漫画版では左腕は原型機と同じマニピュレーターのまま、右腕をクレーンに換装したタイプの設定画も描かれているが、作中には登場しない。
コロニー塗装仕様 (COLONY COATING TYPE)
ブリティッシュ作戦用の特別仕様で、両前腕にスペース・コロニー外縁の採光部に耐熱コーティングをほどこす装置を装着、下半身は6つの転輪をもつ。コロニーの遠心力で飛び出さないよう、両肩のベルト・テンショナーにワイヤーのベルトを固定して作業をおこなう（アニメ版のみ）。
最後期型 (FINAL TYPE)
これまでの実働データやパイロットの意見を反映させた改良機。コックピット周辺の胸部装甲を増加させ、肩の可動域拡大や脚部の延長によるバランス調整がなされている。従来機よりも人体に近い機動性を得ている一方で、核融合炉の小型化は依然として達成できていないため、兵器としての採用は見送られる。
最後期型 宇宙仕様 (FINAL TYPE (SPACE TYPE))
宇宙空間用に、姿勢制御スラスターとバーニアを増設した機体。兵器としては欠陥機ながらも作業機としての実用性は高かったため、コロニーの建設作業や修理、ジオン自治共和国周辺宙域のデブリ回収などに用いられる。作業時の稼働データは、そのままMSの開発にも活かされる。

##### MS-02（『THE ORIGIN』漫画版）
漫画版のみに登場。アニメ版のMW01式 最後期型に当たる機体で、デザインの多くが流用されている。
抜き打ちでダーク・コロニーの開発現場を視察したギレン・ザビは、本機のMS実用化にほど遠い現状を見て開発中止を命じるが、トレノフ・Y・ミノフスキー博士からの説得を受け、撤回する。

#### ヴァッフ
漫画版で1コマのみ登場した機体をもとに、アニメ版で設定が起こされた機体。名称は「武器」や「武具」を意味するドイツ語「Waffe」に由来する。
ミノフスキー博士が開発した小型の動力用融合炉と流体パルス駆動システムを初めて採用した試作機で、MSの本懐である高い機動性と運動性を実現している。融合炉の位置は、胸部のコックピットの真下、腹部から股間部にかけての下半身に搭載されている。融合炉と背部のランドセルは、腹部前面から延びる動力パイプで繋がっている。両腕は後期型以降のMW01式と同規格のアタッチメント構造になっており、さまざまなユニットの換装実験が行われた。
本機の完成からほどなくして、より実戦的な後継機の開発が開始されたため、制式採用されることなく少数生産にとどまる。
おおのじゅんじによるスピンオフ漫画『機動戦士ガンダム THE ORIGIN MSD ククルス・ドアンの島』では、宇宙世紀0077年にブグとともに実証試験がおこなわれる。パイロットのカルデン少尉の造反によりブグと交戦するが、砲台からの直撃を受け撃破される。

##### ヴァッフ強行偵察型
漫画『THE ORIGIN MSD ククルス・ドアンの島』に登場（形式番号：YMS-03）。
MSの機動性を戦略的偵察に活用すべく開発された機体。頭部と両肩に高精度カメラが設置され、右前腕のアタッチメントはカメラ・ガンに換装されている。本機の装備と運用データはのちにザク強行偵察型にも反映される。塗装はダーク・ブルーを基調とする。
サッシャ・キッツ試験操縦士が搭乗し、宇宙世紀0077年のブグとヴァッフの実証試験の録画をおこなう。

##### MS-03（『THE ORIGIN』漫画版）
漫画版用に大河原がデザインした（設定画は『THE ORIGIN 公式ガイドブック2』に掲載された）が、本編ではMS-02の視察に来たギレンを説得するミノフスキー博士の心象にのみ登場（その時点では未完成であるため）。得心したギレンがMS-03としての制式化を告げ、早期の完成をうながす。MS-02と比べ頭身が高くなり、熱核反応炉、流体パルスシステムおよびAMBACシステムが採用されたとされる。

#### ブグ
漫画版での名称は「プロトタイプザク」であったが、アニメ版で変更された。その名称は宇宙世紀0223年を舞台とする『G-SAVIOUR』に登場するセツルメント国家議会軍の主力MSと同一である。
ジオニック社がヴァッフに続いて開発した機体で、ヴァッフの運用データをもとに、より実戦的な改修が加えられている。ヴァッフでは内装されていた両肩と両膝の動力パイプを外装式としたことで、各駆動部へのエネルギー供給量が増加し、高い運動性を実現している。ヴァッフ以前の機体に採用されていた両腕のアタッチメント機能は、戦況に応じた武装をマニピュレーターで携行するほうが実戦的であるという理由から削除されている。武装はヒート・ホークと携行式のシールドに加え、のちのプロトタイプグフや連邦軍の局地型ガンダムにも採用される八洲重工製MS用マシンガンを装備する。ア・バオア・クー宙域で実証試験がおこなわれ（このときの映像は連邦軍の手にも渡っている）、テストパイロットからの評価は高かったが、製造コストが高く量産には不適であり、さらに運用面での問題も報告されたため、ある程度の性能低下と引き換えにコストを抑えたザクIに主力の座を譲る。
月面で行われた地球連邦軍とジオン軍による史上初のMS戦「スミス海の戦い」において、ランバ・ラルが青く塗装された本機に搭乗し、シャア・アズナブルと黒い三連星が搭乗するザクI 4機とともに、鉄騎兵中隊のガンキャノン最初期型12機を全滅させる。一年戦争開戦時のサイド2「ハッテ」の戦いでも、ラルは引き続き本機に搭乗する。
漫画『ククルス・ドアンの島』では、宇宙世紀0077年にククルス・ドアン少尉（当時）がオレンジと白を基調とした機体に搭乗し、数々のテストをおこなう。一年戦争の緒戦においてはザクIIのシールドを両肩に装備、MS用バズーカA2型を携行し、Y-02特務小隊の隊長機として出撃する。末期のア・バオア・クー防衛戦では、同様の塗装・装備の機体に同隊のカルカ軍曹が搭乗し、ザクI・スナイパータイプのビーム・スナイパー・ライフルを携行する。腕部はザクIIのものに換装され、右肩のシールドにライフルのジェネレーターとなるスナイパータイプのランドセル、左にスペアの砲身を収納したケースをマウントする。

### モビルスーツの世代別分類
第1期モビルスーツ
一年戦争において、宇宙世紀における主力兵器の座を確立したMSは、その後も発展を続けていく。以下に述べる第5世代までのMSを、その後の第2期MSに対して「第1期MS」と呼ぶ。
第1世代モビルスーツ
のちの第2世代MSの登場に際し、それ以前のMSが分類されたものである。機体構造は、ジオン公国軍が開発したMSは（フレームレス・）モノコック、連邦軍のMSはセミ・モノコックを採用している。後者のほうがやや構造重量が大きいものの、装甲板がいくつかの共通パネルに分割されているため、交換が容易である。
装甲材は、公国軍MSはおもに超硬スチール合金（「超高張力鋼」とも呼ばれるが、前者に名称統一されている）が使用されているが、連邦軍のV作戦によって開発されたMSにはより堅牢なルナ・チタニウム合金が採用され、同機体群の高性能化の一端を担っている。しかし、量産には向かない材質であるため、ジムなどほかの機体にはチタン・セラミック複合材が使用されている。
第2世代モビルスーツ
ルナ・チタニウム合金の改良型である新素材、ガンダリウムγが用いられたMSで、0080年代半ばにアナハイム・エレクトロニクス (AE) 社が開発したリック・ディアスがその祖とされる。これにより機体の重量および剛性の問題が解消され、高性能のジェネレーターやスラスターの搭載を可能としている。また、同時期に実用化されたムーバブルフレームという装甲とフレームを完全分離した機体構造、および全天周囲モニター・リニアシートというコックピット・システムの導入を条件とする資料もある。0087年から0089年にかけて実戦投入され、総生産数は4,000機を超えるとされる。以降もジェガンなどが、総力戦の主力として不可欠な地位を占めている。
第3世代モビルスーツ
第2世代MSの条件を満たしつつ、可変モビルアーマーでつちかわれた技術をムーバブルフレームを利用してスケールダウンした可変モビルスーツを指す。単に可変機能だけでなく、第2世代MSをすべての点で上回ることから分類される。開発の難しさとコストの問題から多くは作られなかったとされ、開発されても実戦投入されなかった機体が相当数あるといわれる。
第4世代モビルスーツ
飛躍的に出力の向上した熱核反応炉と、メガ・コンデンサーによる直結型メガ粒子砲（ハイ・メガ・キャノン）を搭載したニュータイプ (NT) パイロット対応MSを指す。サイコミュの安全性が高く、高度なNT能力をもたないパイロットにも操縦可能な点も条件として挙げられる。ネオ・ジオン軍が開発したドーベン・ウルフやゲーマルクを代表に、0088-0089年の第一次ネオ・ジオン抗争後半に登場する大型MS群がこれに該当する。敵対するエゥーゴ側では、バイオセンサーを搭載したΖΖガンダムがこれに当たるが、同機は第3世代MSの要素も満たしている。第3世代MSと同様に、コストと運用上の問題からそのほとんどがワンメイク機であるが、以降も戦局を決定する戦闘に投入されている。なお、0093年の第二次ネオ・ジオン抗争に実戦参加したνガンダムやサザビーは第4世代MSであるとする説と、第2世代MSとする説がある。
その性能は「怪物」「恐竜的進化」といっていいものであるが、高コスト化と機体の複雑化という問題も露見しており、第一次ネオ・ジオン抗争後には生産性や整備性の面から開発例が激減。主力MSはシンプルな第2世代タイプに回帰している。
第5世代モビルスーツ
小型化されたミノフスキー・クラフトを搭載し、非変形での単独飛行を可能としたMSを指す。0105年に実戦投入されたΞガンダムとペーネロペーがこれに当たる。大気圏内でのMSの運用を一変させると考えられていたが、破格の高コストや機体の著しい大型化のために普及していない。
上記のほか、小説『ガイア・ギア』に登場するゾーリン・ソールは、宇宙世紀0110年にロールアウトした第5世代MSの発展型とされる。
なお、第2期MSを第5世代MSに分類する資料もある。
第2期モビルスーツ
宇宙世紀0100年代以降、新規に開発された15メートル級の小型MSを指す。宇宙世紀0120年代から少なくとも0150年代までは、第2期MSが主力となっている。開発経緯については、
スペック面の特徴としては、旧来型MSより小型かつ軽量な機体、高出力なジェネレーターとスラスター、旧来機に劣らない火力型MSの兵装などがある。これらによりパワーウェイトレシオ（後述）や姿勢制御バーニアの搭載数では第1期MSを上回っている。結果、第2期MSは旧来型MSと同等以上の火力を維持しつつ、より強力なパワーや機動・運動性を発揮する。
技術的には、ビームシールドや改良型ミノフスキー・イヨネスコ型熱核反応炉が標準的装備として普及した他、MCA構造、マイクロハニカム技術、そしてバイオ・コンピューターなどサナリィがFシリーズに採用した高度革新技術も次第に標準化されたようである。
その後のモビルスーツ
0169年を舞台とする漫画『機動戦士クロスボーン・ガンダム DUST』では、コロニー間の紛争状態の長期化によってMSの製造や維持が難しくなっており、既存の第1期・第2期MSの数機種を「ミキシング・ビルド」したものが主流となっている。
0200年代を舞台とする小説『ガイア・ギア』では、モビルスーツに代わって「マン・マシーン」と呼ばれる人型兵器が主流となっている。
0223年を舞台とする実写ドラマ『G-SAVIOUR』ではMSが運用されており、頭頂高は第2期MSよりやや大型の16-18メートル程度となっている。主推進器（スラスター）推力が以前のMSより格段に上昇しており、特殊なシステムを用いずに単独での長時間飛行が可能となっている。また、議会軍の主力MSであるブグには腰部のフロント・アーマーに外装式推進機を追加装備するためのジョイントが設置されている。
また、MSを無人機化したモビル・ウェポン (MW) の運用が試みられている。同型のMS（有人機）を隊長機とし、その司令をもとに自律行動をとる。本編ののちの出来事を描いたゲーム版『G-SAVIOUR』に登場するレイブンは、ほぼ完全な単独自律行動がおこなえる。

### スペック（諸元）
高さや重量、ジェネレーター出力、スラスター推力といったスペック表記は、その機動兵器の性能傾向を示している。戦闘での優劣に影響を与える数値の一覧ではあるが、勝敗は状況による部分も大きく絶対的な指針ではない。
MSのスペックは、基本的には所有する政府や軍が公表しているものだが、公的なアナウンスを行わない傾向にある反連邦組織の所属MSの場合、開発企業や情報を入手した連邦政府（軍）が公表、またはリークすることもある。時代や区分によってスペック表の項目は異なるが、頭頂高、本体重量、全備重量、ジェネレーター出力、スラスター推力、装甲材質、武装はほぼ例外なく公表（リーク）される。スペックは、戦略環境やドクトリンの変化により時代ごとに重視される項目も異なっている。それでも「頭頂高と本体重量は小さく、出力・推力は大きいほどいい」とされるのが一般的である。
頭頂高・全高
頭頂高は足底から頭部の先端まで（人間の身長に相当）、全高は頭頂部より高い位置にあるパーツを含む高さである。全高は頭部アンテナなどを含む場合と含まない場合があり、一定していない。
頭頂高は被発見率や被弾率に直結する数値である上、重量の大小にもつながるため、小さい方が望ましい。
本体重量・全備重量
本体重量はMSそのものの重量、全備重量は戦闘装備時の重量。ザクIIやガンダムのように複数の装備形態がある機体の全備重量は、標準装置時のものとされる。
全備重量から本体重量を引いた数値は「ペイロード（積載量）」を示す。この数値が大きいほど重武装か、あるいは作戦行動時間が長い傾向になる。第4世代MSまでは20～30t前後、第2機MSは10前後という例が多い。
ジェネレーター出力
ミノフスキー・イヨネスコ型熱核反応炉の出力。非MS機動兵器の場合、旧型核融合炉や燃料電池の出力を示すこともある。この数値が高いMSは、パワーや搭載ビーム兵器の出力に秀でる傾向にある。
ΖガンダムやΖΖガンダムといった複数のジェネレーター（反応炉）を備える機体の場合、その合計値が表記されている。
スラスター推力
搭載するスラスター群（推進器。通常は熱核ジェット / ロケット・エンジン）の推進力の合計値を表し、「スラスター総推力」とも表記される。スラスター各基の推進力と搭載数が併記される場合もある。機動性や加速力に直結しうるスペック。
パワーウェイトレシオ
「出力重量比」とも呼ばれ、ジェネレーター出力を全備重量で割った数値。高いほど効率的にエネルギーを使用できる機体といえる。
推力重量比
スラスター推力を全備重量で割った数値で、高いほど機動性や運動性に秀でる。重量1tに対するスラスター推力が1000kgをこえるMSは理論上、1G環境下で飛行可能。
Ζガンダムや第2期MSで重視されたスペックで、極めて軽量な第2期MSの推力重量比は、突出して高くなっている。
センサー有効半径
ミノフスキー粒子の散布環境下において、センサー類が機能する距離を表す。モノアイなどの光学センサーは、センサー有効半径以上の距離でも機能するが、遠望時は視界が狭くなる。アイザックやEWACジェガンといった偵察用MSは、特に高い数値を示す。
装甲材質
装甲に使用されるマテリアル。「ガンダリウム合金」や「チタン合金セラミック複合材」といった形で表記される。MSの装甲は軍事機密に属する部分が大きいためか、対弾性を示す具体的な数値は不明。
姿勢制御系
姿勢制御に関するスペック表記として、アポジ・モーター数（姿勢制御バーニア数）がある。MSの姿勢変換・維持に用いる小型ロケット・モーターの搭載数で、第4世代MSまでは10 - 20基前後、宇宙世紀0120年代頃までの第2期MSは50 - 80基前後の機体が多い。宇宙世紀0080年代前期に見られた姿勢制御関連のスペックとしては、「180°姿勢変換」がある（単位はsec＝秒）。

### 動力源・駆動方式
主動力はミノフスキー・イヨネスコ型核反応炉。駆動方式においては、一年戦争(宇宙世紀0079)の機体群ではジオン軍機において「流体内パルスシステム」、連邦軍機においては「フィールドモーター」を使用する方式が採用されている。

### 推進方式
宇宙空間での移動には、背部ユニット（第1世代MSでは「ランドセル」、それ以降では「バックパック」と呼ばれることが多い）や脚部などに搭載された推進器（スラスター）を使用する。重力下ではこれを利用したジャンプも可能である。
第1世代MSの推進器は基本的に化学燃料ロケット・エンジンであるとされるが、ジオン公国のツィマット社は宇宙戦艦などが搭載する熱核ロケット・エンジンをミノフスキー・イヨネスコ型熱核反応炉を利用してMSに搭載できるまでに小型化し、ヅダやリック・ドムに採用している。また、この熱核ロケットをジェット化した熱核ジェット・エンジンを陸戦用のドムの脚部に搭載してホバー推進を可能にしている。第2世代MS以降は熱核ジェット / ロケットのハイブリッド・タイプも普及している。また、水陸両用MSは熱核水流ジェットにより水中を航行する。
上記はいずれも推進剤が不可欠であるが、第2期MSでは推進剤が不要（熱核反応炉の燃料は必要）で原理的には亜光速までの加速が可能とされるミノフスキー・ドライブといったミノフスキー物理学系推進器が登場している。
宇宙空間での姿勢制御は、機体各所に配置されたサブ・スラスター（「バーニア」あるいは「アポジモーター」とも呼ばれる）のほかに、人型であることを活かして四肢を動かすことによる反作用を利用した "AMBAC" を併用することで、推進剤の消費を抑えている。

### 操作
動作の大半はコンピュータが代行しているが、一年戦争の機体においてはフットペダルとレバー（スティック）を用いてパイロットから制御をおこなう。飛行方向の制御から武器選択と発射まではスティック部でおこなえる。フットペダルは右方向がスロットル用で左方向はブレーキまたは逆噴射用。ただし、モードセレクターを切り替える事で右ペダルは歩行動作用となる。航行も予め航路設定プログラムが入力されている。
漫画・アニメ『機動戦士ガンダム サンダーボルト』では、ジオン公国軍リビング・デッド師団のサイコ・ザクに「リユース・P（サイコ）・デバイス」と呼ばれるシステムが導入されている。これは操縦桿の代わりに特殊な端子を組み込まれた義手・義足をコネクターに差し込み、挙動を同期させるという特殊な操縦方法で、通常の操縦より反応速度が向上する。一年戦争終結後は、その開発者を確保した南洋同盟の独占技術となっている。
宇宙世紀0088年の時代を描いた『ガンダム・センチネル』には「IMPC（Integrated Maneuver Propulsion Control/統合機動推進制御）」と呼ばれる制御システムがデザインされている。IMPCは発進、巡航、空間戦闘、着陸、歩行の五つの基本機動を自動的に制御しており、パイロットは状況に応じスイッチを切り替えるだけで機体がそれに対応した動作を行うため、パイロットの重要性はそのままに操縦の負担が大幅に軽減されている。IMPCは教育型コンピューターに構築されたシステムであり、パイロットの操縦データを入力することでシステムがそれを覚え、動作パターンのアップデートを行っていく。ただし、データにない動作はパイロットが独自に対応しなければならず、データ通りの行動に不満を持つ場合もパイロット自身が操縦して修正しなくてはならない。また、システムのアップデートには熟練パイロットによる操縦データの供給が必須となっており、データ供給を目的とした教導隊も設立されているが、IMPC自体は熟練パイロットから人を堕落させる妖精である「インプ」の蔑称で呼ばれている。動作パターンの構築についてはパイロットの操作を学習する他にも、基本的な動作についてはモビルスーツの教育型コンピューターに人工知能端末を外部接続し、両者を仮想空間上で戦わせることで構築することができる旨が『ADVANCE OF Ζ 刻に抗いし者』で語られている。
宇宙世紀0090年代前半（『逆襲のシャア』の時代）にはアームレイカーと呼ばれる球状のコントロールスティックによる操縦方式が浸透した。これはスラスターの噴射からモビルスーツの指の動きまで、全ての操作を手元で行うことができるという物であった。だが、その一方で衝撃によって手が抜けやすく、万一手指を負傷した場合、機体の操作に支障をきたすという欠点があった。それゆえに不評も重なり、後年の連邦軍機ではアームレイカーの採用は中止されている。また、サイコミュにより操縦をサポートしている機体も存在する。
宇宙世紀0096年を描いた『機動戦士ガンダムUC』では、コンソールのタッチパネルやレバーに備えられたボタンでの武器の選択、使用、パージを行っている描写が見られる。またフットペダルを踏み込んだり、レバーを前に押し出すとモビルスーツの推進器の出力が上がるようである。しかし、フットペダルとレバーを操作して出力を上げる描写があるのはいずれもユニコーンガンダムで、しかも別々のシーンでこれらの方法が用いられている。よって二つの方法が連動している操作方法なのか、あるいは別の操作方法なのかどうかははっきりとしない。
また、上記までのように手足で操作するのではなく、サイコミュを介することによってパイロットの思考をダイレクトに機体モーションへと反映するシステムを搭載したレッド・ゼータ、シナンジュ、ユニコーンガンダムなどの機体も開発されている。
宇宙世紀0105年を描いた劇場アニメ『機動戦士ガンダム 閃光のハサウェイ』では、MSには「ニュータイプは存在しない」「ニュータイプが生まれる要素を少しでも排除する」という（連邦軍側の）意図が反映され、AIによる操縦補助が進められている。AIロックモードでは、AIが敵機との距離を逆算してロックオンが可能になるまでの時間を算出し（全天周囲モニターにはバーの長さで表示される）、ロック前段階で戦術的に優先される攻撃順を指示（提案）するため、パイロットはそれに従って攻撃するだけでよい。ただし、より素早く、精度の高い操作を求めるパイロット（ハサウェイ・ノアなど）は、このAI機能をオフにしている。
そして『機動戦士ガンダムF91』で描かれる宇宙世紀0123年には、バイオ・コンピューターを用いることでセンサー情報を直接的にパイロットに伝達、パイロットの記憶や感情を取り込む思考制御だけでなく、パイロットが求める情報を機体側からパイロットのイメージへと直感的に提示する双方向性機能を持つ、ガンダムF91がサナリィにおいて開発されるに至っている。また同年代におけるアナハイム・エレクトロニクスでは、クロスボーン・バンガードから技術提供を受けたネオ・サイコミュにより、上述のレッド・ゼータやユニコーンガンダムと同様に手足を使わずに操作が可能なネオガンダム（1号機）を開発している。

### 武装

#### 火器類
MSが携行する火器は、大きく分けて実在の歩兵用火器をモビルスーツ大に大型化したものと、ビームライフルに代表されるビーム兵器など架空の兵器とに分けられる（なお、主人公が使う機体はほとんどビーム兵器が使用されている）。ビームライフルやメガ粒子砲などはミノフスキー粒子を圧縮して打ち出す武器で、MSのほとんどはこの武器を通常装備としている。火薬を使用した火器は確実さとエネルギー消費の少なさから、ビーム兵器は破壊力と弾速から用いられる。宇宙世紀においては特にメガ粒子によるビームが用いられる。他にもレールガンが使用されることもある。形態としてはマシンガン・アサルトライフル・スナイパーライフル・バズーカに似たものが多い。生物よりも遥かに強靭なボディを持つモビルスーツは、人間なら両手でなければ到底保持できないようなバズーカなども片手で軽々と扱うことが出来る。
また、手持ちの火器とは別に、小型（と言っても数十ミリ口径のものにはなるが）の機関砲やバルカン砲を内蔵火器として装備しているモビルスーツも多数存在する。これらの火器は頭部や胸部に設置されることが多く、主に迎撃・防御用兵器として使用される。ガンダム、ガンキャノン、ジム等に搭載されているバルカン砲は口径60mm、発射速度は毎分500〜2000発程度であるという。
この他、機種によっては固定火器として大砲（キャノン砲）や大型ビーム砲、ロケットランチャーなどを装備している場合もある。中にはこうした大型火器の運用を主目的とした、自走砲的な運用がなされるモビルスーツも存在している（例としてガンキャノン・ガンタンク）。これらは一般に支援モビルスーツなどと呼称される。

#### 格闘武装
MSが近接戦闘（白兵戦）を実施する場合、剣・ナイフ・斧や槍などをモビルスーツ大にして熱や高周波で破壊力を増したもの、あるいはビームサーベルのように刃をビーム化したものがいわゆる「斬撃兵装」としておもに使用される。
何らかの理由で携帯武装を使用できない場合、徒手空拳の“素手”による殴打、蹴りをおこなう場合もある。細かい関節が集中するマニピュレーター（手）で拳を作り殴りつけることについては、一部関連書籍において『機動警察パトレイバー』の例等にならいあまり推奨されない緊急戦闘手段である旨解説される場合があり、小説版『ジオニックフロント』でも、ソフィ・フランがジムを相手に格闘攻撃を仕掛けた際、「サーボ機構に負担がかかるため整備班からは止められている」といった発言があることから、モビルスーツによる格闘はそれなりに機体へ負担をかけるというマイナス面があるとされている。
しかしながら、「ガンダムシリーズ」の映像作品劇中ではそういったマニピュレータの強度的問題に関する懸念は全く描写されず格闘戦が展開される。『機動戦士ガンダム』TV版第1話および劇場版Iにおいて、ガンダムが素手でザクIIのマルチプルノズルを引きちぎる描写があった。シャア・アズナブル少佐のMS-06SザクIIは左拳でボディブローをガンダムの右脇腹に叩き込み当該箇所の装甲を撓ませた。また、脱走兵ククルス・ドアンの駆るMS-06ザクIIが追っ手のザクIIを正拳突きで撃破したり（この時ドアンはアムロに「見ておきたまえ。これがモビルスーツの格闘戦だ」と言い放っている）、“黒い三連星”の一員・オルテガのMS-09ドムがミデア輸送機を両手を組んだナックルボムで破壊したりもしている。『機動戦士Ζガンダム』では主人公カミーユのガンダムMK-II3号機がもう1機のMK-IIを連続殴打。『機動戦士ガンダムΖΖ』では主人公ジュドーがゲモン・バジャック駆るゲゼを相手にボクシングのような動きをみせ、逆にゲゼの右2本の腕の連続ジャブを返されノックアウトされてしまう場面があった。『機動戦士ガンダム 逆襲のシャア』では、武器を使い果たしたνガンダムがサザビーの頭部に左ストレートの連打を見舞って内部全周モニターの一部を破壊している。『機動戦士ガンダム0083』ではバニングのRGM-79Cジム改がやはり左ストレートでザメルを殴りつけた。『機動戦士Vガンダム』ではワタリーのZM-S08Gゾロがマニピュレータをドリルのように高速回転させたコークスクリューパンチでVガンダムの右腕を破壊している。一方、もともと初期設定でのザクIは、ショルダーアタックを代表とする格闘能力のみで戦うことになっていた。
水陸両用モビルスーツの多くは携帯火器を持たず、その保持のためのマニピュレータも備えず、「アイアンネイル」（ないし「バイスクロー」）と呼ばれる巨大な金属製のかぎ爪を用いた格闘戦を主戦法とする例が大半である。ズゴックがジムの腹部（コクピット）を爪の突きで貫いて倒すシーンが「ジャブローに散る!」で登場する。これは設定上では水中で火薬式の銃砲弾やビームの使用が困難なこと、演出上では半魚人的な化け物としてデザインされた水陸両用MSのキャラクター的特質によるものである。ただ、アイアンネイルの見た目はかぎ爪であるものの、戦場で一定の作業性を持つマニピュレーターとしての機能も有していると設定されている。
水中行動時、マニピュレーターの代わりに固定式の格闘武装（大抵は巨大な爪）を装備していることが多い（爪の他にも、ロケットランチャーやビーム砲を腕部に内蔵しているケースも頻繁に見受けられる。従って大抵の場合、こうしたモビルスーツの腕部は「手」としての機能を成さない）。
ただし、またそれ以外では、一方、ライフルのストックで殴りかかるという現実の歩兵戦で多用されている戦法も『機動戦士Ζガンダム』以降は全く使われなくなった。特殊な例としてはグフに装備されたヒートロッドが存在するが、装備した機体の種類は少数に留まっている。その一方で、ショルダーアタック戦法は、マラサイからギラ・ドーガ、デナン・ゾンへとその無骨な外観とともに継承されている。

#### 遠隔操作兵器
ミノフスキー粒子存在下でニュータイプの強力な感応波によって遠隔操作を行う、サイコミュという技術が開発されている。これによりビットやファンネルと呼ばれる遠隔操作用小型兵器が生まれた。また、ニュータイプではない人間（オールドタイプ）でも扱えるようにした、有線式のインコムも存在する（ただし、射程・動きの精密さ等で劣る）。
『ガイア・ギア』の時代では、ニュータイプ能力を持たない人間にでもファンネルが使用できるほどに技術が進歩しているが、肉体的・精神的に凄まじい負担がかかる事を覚悟せねばならない。これらは機体から射出・操作し、多数の敵を同時に攻撃したり、逆に一体の敵を死角から取り囲んで集中砲火を浴びせるなど、オールレンジ攻撃を行うことが出来る。

#### その他の武装
現実世界において中〜遠距離兵器として頻繁に用いられるミサイルは、（モビルスーツで白兵戦を行う意義の関係からか）モビルスーツ用の主武装としてはあまり用いられない。特に宇宙世紀作品群においてはミノフスキー粒子によって、レーダーが使えなくなっている場合が多いためである（このミノフスキー粒子という存在自体が、モビルスーツによる白兵戦を必然のものとするために創作されたものである）。ただし、小型のミサイルを固定火器やオプション武装として装備しているモビルスーツは、世界観、時代を問わず比較的多い。その母艦となる艦船等も対艦、対空ミサイル兵装を普通に装備しており、また使用しているため、「電波妨害」の設定が影響した具体的場面描写は皆無に近い。
他に、鳥や昆虫を捕まえる鳥黐を原型としているトリモチランチャーがあり、モビルスーツの指の第一関節部分に5–6弾装填される。粘着性の物質で、宇宙世紀0087年に勃発したグリプス戦役では、スペースコロニー簡易修復に使われる場面が多かった。対MS戦闘にも使用でき、関節部に付着させて行動を制限させることができる。また、『機動戦士Ζガンダム』（TV版第1話、劇場版「星を継ぐ者」）において人間に対し、動きを制限して拘束するための非致死性兵器として使用されることもあった。同じ素材の物で、名称が異なる物が多数存在する。トリモチランチャーという名称では、主にMSに装備される。代表的なMSはリック・ディアスなど。時代が変わると、ダミーバルーンへ移り変わってゆくが、『機動戦士Vガンダム』でも使用された場面があった。
まれに戦略兵器として、核兵器あるいはこれに匹敵する破壊力を持った兵器がモビルスーツによって運用されることがある。宇宙世紀では一年戦争初期にザクIIC型が核を運用したが、後に南極条約によってこの種の大量破壊兵器の使用が禁じられた。しかしガンダム開発計画においてガンダム試作2号機が核攻撃用モビルスーツとして開発され、デラーズ・フリートによって核弾頭ごと強奪されたあげく実際に連邦軍艦隊への襲撃に使用されてしまった。核以外でも化学兵器である毒ガスが、一年戦争初期のコロニー攻撃などにおいてモビルスーツによって使用されている。

### 運用設備
モビルスーツは専用の整備設備を持つ基地、あるいは同等の機能を有する海上空母・宇宙戦艦や宇宙空母などの艦艇での運用が前提となっている。
前者の例としては『機動戦士ガンダム 第08MS小隊』での極東方面コジマ大隊基地や『機動戦士ガンダム』の宇宙要塞ソロモンなどが挙げられる。
後者の例としては『機動戦士ガンダム』のホワイトベースやドロス、『Ζガンダム』のアーガマ、『逆襲のシャア』のラー・カイラムなどが挙げられる。これらはモビルスーツを発進させるためのカタパルトや着艦のためのデッキ、および整備のための諸設備を備えている。

### 飛行能力
飛行に適さない人型であるモビルスーツは基本的に単独での飛行を行うことは不可能であり、単体での機動力が不足する大気圏内などでは空中で運用するための様々な装備が開発されている。ただし、時代設定や作品によっては技術革新により単独での飛行能力を有する場合も存在している。
時折空中戦に近い戦闘が行われる場面が見られるが、それらはあくまでジャンプや滑空、航空機からの自由落下によるものであり、ほとんどの作品でモビルスーツは単独の飛行能力を持たない。空中戦の際には多くの場合、モビルスーツを上に搭載する航空機類であるサブフライトシステムと呼ばれる補助移動手段が使用されている。宇宙世紀0080年代後半に実用化された可変モビルスーツの内、大気圏内で運用する機体は航空力学的に飛行に適した形態に変形することで単独での飛行を行うことが可能となっているが、構造の複雑化や運用コストの増加などが懸念材料となっていた。
その他に、人型を維持した上での単独飛行能力を持たせる挑戦としてグフフライトタイプやバイアランなどの複数の機体が開発されている。
これらは機体自体に大きな推力を持たせることで強引に飛行させるという手法が取られていたが、推進剤の消耗が激しく稼働時間に乏しいなどの欠点を抱えており、長距離・長時間の飛行能力をもったモビルスーツは宇宙世紀0100年代にミノフスキークラフトを搭載したMSであるΞガンダムやペーネロペーの誕生を待つこととなる。この2機は音速を超える速度で長距離飛行を行える程の高い飛行能力を持つ機体だったが、ミノフスキークラフトの搭載によって大型化し、全高は30mにも迫るほどであった。
モビルスーツに小型化の潮流が訪れると、出力の向上と本体の飛躍的な軽量化、ミノフスキーフライトの普及などにより、ほぼ飛行と呼んで差し支えないほどの機動力を持つようになるが、やはりそれらも基本的には推力による長時間滞空に過ぎないため、長距離移動などの際には引き続きサブフライトシステムなどに頼る状態であった。アニメとして最も未来の宇宙世紀を描いた『Vガンダム』ではV2ガンダムに搭載されたミノフスキードライブが推進剤を用いずに高い機動力を発揮する技術として登場するが、非常に高いコストや過負荷によって高エネルギー状態のミノフスキー粒子がビームとして放出される等の課題が存在している。
その後の宇宙世紀0220年代を描いた『G-SAVIOUR』では、大気圏内を描いたゲーム版の描写に出撃や撤退などで推力による単独飛行を行うシーンが見られる他、腰部に追加のユニットを装着することで長時間飛行を行うことが出来るようになっている事が確認できる。

### 大気圏突入能力
『機動戦士ガンダム』において、ガンダムは単体での大気圏突入を余儀なくされた状況で、耐熱フィルム（テレビアニメ版）あるいは耐熱エアフィールド（映画版）で機体を守り無事生還したが、何も無しで突入したザクはあっけなく燃え尽きてしまっている。なお、漫画版『機動戦士ガンダム THE ORIGIN』に登場しているガンダムには、本来大気圏突入用の特殊装備は備わっていなかったが、大気圏突入が可能な母艦ホワイトベースの陰に入ることで機体の過熱を防ぎ、奇跡的に大気圏突入に成功したという描写になっている。
『Ζガンダム』においては一般のモビルスーツにバリュートというパラシュートとエアバッグを組み合わせたような装置を装着・展開することで大気圏突入を行っている。また、ガンダムMk-IIが乗るスペースシャトル型の盾のようなフライングアーマーや、Ζガンダムやデルタプラスのようなウェイブライダー形態への変形機構をもつMSは翼部あるいは盾、および同時に発生する衝撃波によって機体を熱から保護している。またその変形した機体自体がフライングアーマーと同様に他の機体を乗せての大気圏突入することが可能である。
漫画『機動戦士クロスボーン・ガンダム』において、クロスボーン・ガンダムがビームシールドで大気圏突入を行っている描写があるが、本来想定されている運用方法ではなく、扱いとしては事故に近かった。しかしこの件により、ビームシールドによる大気圏突入が可能なことが証明されたため、その後の時代設定の作品である『機動戦士Vガンダム』では、ビームシールド使用によるMS単体の大気圏突入が日常的に行われ、宇宙艦船までが艦首にビームシールドを備えて大気圏突入を行うようになっている。

## 『Gガンダム』におけるモビルスーツ
『機動武闘伝Gガンダム』の「未来世紀」世界におけるモビルスーツ (Mobile-suit) は、もとは西暦2070年頃に人型作業用機械として開発されるが、コロニー浮上後の戦乱を機にF.C.02、各コロニー国家によって武装されるようになり、F.C.03の第一次カオス戦争にて急速に発展し、その脅威を見せる。
第一次カオス戦争後のF.C.04には、各コロニー国家が次世代MS開発競争に励んだことが発端となって第二次カオス戦争の危機が再来するも、F.C.06に発表された国家間戦争に代わってコロニー国家の覇権を賭けて行われるイベント「ガンダムファイト」の構想と、F.C.08に開催された第1回ガンダムファイトによって兵器としての役割・重要性は縮小した。それからはおもにコロニーの防衛やテロや武装蜂起といった低強度紛争への対処及び地上領土の治安維持などの役目を担うが、量産機であるため、モビルファイターと比べると能力はかなり劣る。モビルファイターはガンダムファイトのために作られた機種であり、モビルトレースシステムなど通常のMSとは異なる部分がある。ほかに、「DG細胞」という一種のナノマシンによって作られたデビルガンダムやこれによって作り出されたデスアーミーなどの機動兵器が存在する。

## 『ガンダムW』におけるモビルスーツ
『新機動戦記ガンダムW』の「コロニー歴（アフターコロニー）」世界におけるモビルスーツ (Mobile Suit) は、 "Manipulative Order Build and Industrial Labors Extended Suit" の略で、「建設および工業労働用有腕式拡充型（宇宙）服」の意味である。レーダー技術の発達が進み、従来の誘導兵器を用いた近代戦が衰退する中でこれを軍事転用し、開発された新たな機動兵器となる。また、アニメーション本編第14話や小説版では、世界観で大きな力を持つロームフェラ財団が人型ゆえの憧憬や恐怖、人間臭さを考慮し導入したと説明されている。
なお、自動で敵味方識別及び攻撃等、一切の操作を行えるモビルスーツはモビルドール（MOBILE DOLL, MOBILE Direct Opertional Leaded Laborの略）と呼ばれている。

### 操作（ガンダムW）
OZ製の一般的なモビルスーツではレバーやペダルを用いて制御を行う。ガンダムエピオンはデータヘルメットによって戦場の様子が投影される仕組みとなっており、スイッチ類で操作を行う。

### 推進方式（ガンダムW）
明文化された推進方式としては、ガンダムL.O.ブースターにおいては反応炉から得られたエネルギーの推進利用、ガンダムグリープにおいて星間エネルギー吸入式のプラズマジェットの存在が言及されている。

### 大気圏突入能力（ガンダムW）
ガンダムシリーズは、全機何らかの方法で単機での大気圏突入が可能である。ウイングガンダムとウイングガンダムゼロは（ネオ）バードモードへの変形、ウイングガンダムゼロ（EW版）は4翼で機体を包むなどの例が挙げられるが、ガンダムヘビーアームズ改とアルトロンガンダムは、特に機体を包んだり変形させたりすることなく、大気圏突入可能である点が特筆に価する。しかし、ガンダニュウム合金は非常に強固であり、EW劇中でウイングガンダムゼロは翼を使わずに大気圏に突入したが大きな損傷はなかった。
詳細は「アフターコロニーの機動兵器」を参照。

## 『ガンダムX』におけるモビルスーツ
『機動新世紀ガンダムX』の「アフターウォー」世界においてはモビルスーツの登場要因や特別な意味づけはなされていない。旧連邦軍は主力機としてドートレスシリーズに一本化し、フラッグシップとしてガンダムタイプを投入。一方革命軍は多種多様な局地戦用のモビルスーツ、モビルアーマーを随時投入していった。
第7次宇宙戦争における大規模なコロニー落としによって地球が壊滅した後の「アフターウォー」世界において、地球上には旧連邦軍・宇宙革命軍双方のモビルスーツ等が数多く残され、物資として取引される一方、これを武器とする「モビルスーツ乗り」と呼ばれる人々が現れた。彼らは傭兵として活動したり、バルチャーとして両勢力の残したモビルスーツ等の機器を漁ったり、中には盗賊の類となるものもいた。そのためモビルスーツ乗りの評価は非常に低かったようである。これらモビルスーツ乗りが主に搭乗している機種はほとんどが第七次大戦時に開発された量産型モビルスーツがほとんどで、多種多様なカスタムモビルスーツを生み出している。
大戦後革命軍は開発機種をクラウダに一本化し、質と量の両立を図ったのに対し、新連邦はガンダムタイプを再生させたが、ドートレスの後継機開発はやや遅れており、その過程で数多くのユニークな試作機が相次いで開発、投入された。最終的に主力機は大気圏飛行能力を有すバリエントとドートレス・ネオに帰結していったが、戦前と戦後では連邦と革命軍の開発コンセプトが逆転してしまう結果となった。

### 武装（ガンダムX）
宇宙世紀のサイコミュと同じような技術「フラッシュシステム」が存在するが、単なる小型兵器を操るだけでなく、機種によってはビットモビルスーツという無人モビルスーツを遠隔操作出来る。
ほかに特殊な兵器としては、マイクロウェーブによるエネルギー伝送を利用したガンダムXのサテライトキャノン及びガンダムDXのツインサテライトキャノンがある。

### 大気圏突入能力（ガンダムX）
ガンダムダブルエックスは、Gファルコンと合体することで、大気圏突入が可能になる。
詳細は「アフターウォーの機動兵器」を参照。

## 『∀ガンダム』におけるモビルスーツ
『∀ガンダム』の「正暦」世界においてMSは、「マウンテンサイクル」という場所から黒歴史の遺産として発掘されるケースが多々あり、地球に住む人々はモビルスーツを「機械人形」と称する。この時代では月の環境保全を優先した事からムーンレィスにおいても軍事技術の停滞・低下は発生しており、独自開発した機体はスモーとマヒローのみである。

### 動力源・駆動方式（∀ガンダム）
どれほどの期間土中に埋もれていたのかわからない（7800年程度）モビルスーツがそのまま稼働しているが、これはすべての機体が半永久機関を搭載しているという設定である。中でも人類の文明が最も栄えた時代に作られたといわれている∀ガンダムやスモーは、縮退炉（いわゆるブラックホールエンジン）が動力源となっている。
発掘等によって複数の時代のMSが混在するが、そのうちスモーと∀ガンダムには「Iフィールド駆動」の採用が明かされている。これは機体周囲に不可視のビーム梁を張り巡らし、それを制御する事で動作させるというもの。

### 武装（∀ガンダム）
核弾頭が禁断の兵器として発掘されるが、月面都市に衝突しそうな小惑星を破壊するために∀ガンダムによって使用される。ほかに特殊な武装としては、ナノマシンによって周囲の物体を分解してしまう∀ガンダム及びターンXの月光蝶がある。
詳細は「∀ガンダムの登場兵器」を参照。

## 『ガンダムSEED』におけるモビルスーツ
『機動戦士ガンダムSEED』、『機動戦士ガンダムSEED DESTINY』の舞台となる「コズミック・イラ」の世界において、モビルスーツの元となった起源は人類初のコーディネイターであるジョージ・グレンが木星探査船「ツィオルコフスキー」に搭載した外骨格補助動力装備の宇宙服とされている。
それ以前にはやはり人間に装着するパワードスーツが戦場で活躍していたが、C.E.65年になるとザフトは史上初のMS試作1号機「ザフト」を完成させる。C.E.70年2月14日の血のバレンタイン事件によって地球軍の核の脅威を認識したザフトがNJを実戦投入したことにより、以降（NJの電波妨害効果によって）有視界での戦闘が主体となり、有視界接近戦用兵器MSが戦闘の主力となることが想定され、MSの研究開発が進められていった。
第1次連合・プラント大戦におけるプラントと地球連合との対立激化の中で、プラントの軍事組織ザフトは新兵器としてモビルスーツ「ジン」を実戦投入した。その後の両者の衝突においてモビルスーツ1機でモビルアーマー3機ないし5機の戦力に匹敵するとされている。またザフトは、四足獣型モビルスーツであるバクゥ、ラゴゥや水陸両用型モビルスーツグーン、ゾノを開発しており、それらのモビルスーツは局地での戦闘で大きな戦果をあげている。
これに対抗し地球連合軍もモビルスーツ「G兵器」の開発を行い、それをもとに開発された「GAT-X」シリーズやその量産機種であるストライクダガー等により、両者はほぼ対等のモビルスーツを実戦配備するに至った。

### 動力源・駆動方式（ガンダムSEED）
モビルスーツの動力源やその運用可能時間は重要な問題となっている。コズミック・イラ71年当時のモビルスーツは、宇宙世紀のモビルスーツとは違い核融合炉は実用化されておらず、ザフトの散布したニュートロンジャマーによって核分裂反応炉が使用不可であるため、ほとんどの機体がバッテリー駆動である。そのため機体の稼動時間制限や母艦との連携が非常に重要なファクターになっている。劇中でも多くの機体、取り分けビーム兵器やPS装甲等の高出力の装備を有する機体は幾度となくバッテリー切れによる帰艦を余儀無くされている。なお、予備バッテリーを搭載しているストライカーパックやシルエットを新たに換装することによって帰艦せずとも電力を供給できる。
後に、ニュートロンジャマーを無効化するニュートロンジャマーキャンセラー（劇中では「Nジャマーキャンセラー」と省略され表現される）を搭載することにより、核分裂エンジンを使用することが可能になったモビルスーツも登場する。それらのモビルスーツは、バッテリー駆動の機体では搭載できないような大出力の兵器を使用することが可能であるため、他のモビルスーツと比較して格段に戦闘力が高い。その一方、撃墜された時に核爆発を起こし周囲を巻き込むリスクがあり、このリスクを回避するには撃墜される前に手動でNジャマーキャンセラーをオフにする必要がある。
第二次ヤキン・ドゥーエ攻防戦終結後、ユニウス条約により核エンジンの軍事目的における使用が禁止されたため、コズミック・イラ73年（『機動戦士ガンダムSEED DESTINY』）において、難民という形で流出したオーブの技術により各勢力のバッテリー性能が大幅に向上した他、ザフトは母艦からモビルスーツに無線で電力を供給できるデュートリオンビーム送電システムを開発、インパルスを始めとする「セカンドステージモビルスーツ」に採用される。ただし、この頃オーブにおいて核エンジンを動力とするフリーダムがそのままの状態で復元され、実戦でも使用されているが、作中でこの件が問題にされたことはなかった。小説版においては、戦後の混乱の最中、フリーダムの資料は破棄されたものとして扱われている。『SEED』の劇中でもフリーダム、ジャスティスが核エンジンを搭載していることはザフト内でも秘匿されていたような描写が見られる。
この頃地球連合軍が強奪したガイア等のモビルスーツにもデュートリオンビーム受信システムが搭載はされていたが、地球連合軍にデュートリオンビーム送電システムのノウハウや設備が無かったため、バッテリーのみでの駆動で運用されていた模様である。その後、地球連合軍の核攻撃などでユニウス条約が事実上形骸化したため、核エンジンとデュートリオンシステムという2つのジェレネーターのハイブリッド化によって出力増加と半無限の持続時間の確保が図られ、デスティニーをはじめとするザフトの新型モビルスーツに搭載された。クライン派のストライクフリーダムやインフィニットジャスティスも、このハイブリッド機構により従来の数倍の出力を得ることに成功している。
現実世界の原子力発電は臨界により連続発生する核分裂反応の熱で水を煮沸させタービンを回転させるタイプが主流であるが、コズミック・イラ世界の原子炉ではMHD発電を採用し、炉からの熱エネルギーを電力に直接変換している。艦船の動力源は開戦以前は原子力を採用していたものの、Nジャマーによってそれらが無効化されたため、旧式のガスタービンや太陽光発電を用いたものが散見され、推進器にはレーザー核融合パルス推進を用いているとされる。

### 推進方式（ガンダムSEED）
地上において超電導電磁推進により吸入した空気を噴射することで行われるとされ、水を注排出することで水中でも利用できる推進器を導入している。反面、大気圏外の推進方式には不明瞭な点があり、ガス噴射を用いるコスモグラスパーやレーザー核融合パルス推進を搭載する「アークエンジェル」を除けば言及はなされていない。設定担当の森田繁は、「何を噴射して推進剤にしているかは決めていないんです」と答えている一方で、大気圏内ならば暖めた空気を噴出しているのではないかとの見解を示している。
CE73年になると、光圧を推力に変換するヴォワチュール・リュミエールも登場した。

### 操作（ガンダムSEED）
コズミック・イラのモビルスーツに関しては、作中においてレバーやペダルを用いた描写が確認できる。一方で、『ガンダムSEED』第28話劇中シーン(リマスター版26話)や小説版における該当の場面で、キラ・ヤマトが語るところによれば、新しい量子サブルーチンを構築したことやイオンポンプの分子構造を書き換えたことで、一般的なナチュラルに合わせてシナプス融合の代謝速度40%向上させてナチュラルの神経接合に適合するように合わせており、機体の動きの多くをコンピュータがサポートする事でナチュラルの操縦を可能としているが、同時にイレギュラーな動きには弱く反応速度にも限界がある、と説明されており、ナチュラルでは戦闘が行えなかったM1アストレイが運用可能となっている。また、コズミック・イラのモビルスーツにおいては生体組織を模したバイオ系コンピュータが使用されているとした説明もみられる。
アニメ『ガンダムSEED』第2話ではOSが未完成であったストライクガンダムに対し、CPGの再設定ができなかったため疑似皮質のイオンポンプを制御モジュールに直結することによって戦闘可能なレベルまで調整したが、そのデータを見たムウからは「あんなもんが俺に……てか、普通の人間に扱えるかよ！」と評されている。
第27話においては同じインターフェイスであれば、その操縦能力はコーディネイターがナチュラルを圧倒する事をエリカ・シモンズが「明々白々なことである」と語っている。しかし、ナチュラルのクローンであるクルーゼがエースパイロットと呼ばれるほどの腕前を持っていたり、映像作品ではない「公式外伝」であるASTRAYシリーズでは、作業目的ならばナチュラルにでも問題なく操作が出来、また訓練よってコーディネイターと遜色ない戦闘を行う事が出来る事が描写されている。ほか、人工知能によるアシストや予め動作パターンを入力し、システム側がパイロットに対応する等幾つかの補助手段を講じる必要性がある。そのため地球連合軍はストライクの実戦データをもとにナチュラルでも操作できるモビルスーツのOS（オペレーティングシステム）を開発するまで、モビルスーツ普及に支障をきたすこととなる。他の世界観のモビルスーツも人工知能などによる操作補助がなされているとされるが、コズミック・イラ作品群では特にOSなどを重要な要素として描いている。
その一方、全ての操作が神経接続のみによって行われているわけではなく，機体の起動をはじめ、フェイズシフト装甲やNジャマーキャンセラーのオンオフ、ビーム兵器のトリガー、スラスターの出力等のような人体にはない挙動に関しては物理的なインターフェースを用いている。
コックピット内のモニターは前面に1枚かつ両側面に2枚用意された機体が多く、全天周囲モニターは核エンジン搭載機のみに限られる。

### 武装（ガンダムSEED）
地球連合軍では、汎用モビルスーツのバックパックを砲戦仕様のもの（代表例としてはストライクのランチャーストライカー、ザクウォーリアのガナーウィザード、ダガーLやウィンダムに装備可能なドッペルホルン連装無反動砲などがある）に換装することで支援機体としての運用性を確保する方法が一般的であるため、地球連合軍による換装システム確立以前の機種であるザウートとその後継機であるガズウート、バスターとその量産型バスターダガーやカラミティを除けば、支援モビルスーツという分類のモビルスーツ自体がほとんど存在しない。
また、ガンバレルやドラグーン・システムといった遠隔操作兵器が登場し、これらは有線ないし無線（量子通信）で操作される。しかし操縦者に超人的な空間認識能力を要求するため、限られた人間にしか扱えなかった。しかし、後にシステムに改良が加えられある程度の操作性の普遍化を成功させ、量子インターフェースの改良も行われレスポンスが大幅に向上した。
そのほか、地球連合軍がウィンダムに核ミサイルを搭載しプラント攻撃を図ったが、これはザフトのニュートロンスタンピーダーによって阻止されている。

### 大気圏突入能力（ガンダムSEED）
フェイズシフト装甲を搭載した一連のガンダムシリーズ、とりわけ核エンジン搭載機は、これを活用することで機体の過熱を抑え、パイロットに負荷をかけずとも単機での大気圏突入が可能である。
CE73年になると、フェイズシフト装甲も核エンジンも搭載していない量産機であるザクウォーリアでも単機での大気圏突入が可能となった。また、CE73年末期に登場したストライクフリーダムおよびインフィニットジャスティスは前方に盾等を構え断熱圧縮の高熱を防がなくとも大気圏突入が可能である。

## 『ガンダム00』におけるモビルスーツ
『00』の主な舞台である24世紀初頭（テレビシリーズでは西暦2307年と西暦2312年）におけるモビルスーツは、21世紀後半、軌道エレベーター建設に際し、その作業に用いる有人機器をイオリア・シュヘンベルグ博士が考案、これが本シリーズにおける後世のモビルスーツの原型となった。イオリアのいた300年前の時代にMSは存在しなかったが、人型汎用兵器の出現を予見し、武力介入に向けて「機動兵器」の開発に着手する。
直接的な源流となったのは作業用機械のワークローダーで、Eカーボンによる防御力の向上や、巨大化した在来兵器よりも高い機動性などを実現したために、主力兵器として置き換わった。
西暦2307年時点ではユニオン・AEU・人類革新連盟といった三勢力が独自の設計思想でMSを運用していたが、いずれもバッテリー駆動方式が一般的。その後、私設武装組織「ソレスタルビーイング」（以下CB）が保有する半永久機関「太陽炉（GNドライヴ）」を搭載したモビルスーツ“ガンダム”が登場すると従来兵器を圧倒。後にCBからの内通者によってその技術も各陣営へと技術が流出し、GNドライヴ搭載機は世界各国に普及していく。西暦2364年においては戦争が根絶された事から元の作業用機械であるワークローダーが再び導入されている。

### 動力源・駆動方式（ガンダム00）
ソレスタルビーイング（以下CB）が所有するガンダムには太陽炉（以下GNドライヴ）という半永久機関が搭載され推進・動力供給・防御・ジャミングを一手に担う。これによりガンダムが活動を開始した2307年当時、各国が所有するMSを遥かに上回る能力を持っていた。2307年時点の各国のMSの動力源については詳しく言及されていないが、内燃機関や太陽光発電を利用した外部電源方式を採用していた。後に、30基の擬似太陽炉（以下GNドライヴ[T]）とそれを搭載する機体（ジンクス）がユニオン・人類革新連盟・AEUに提供されCBのアドバンテージは消失した。
5年後の2312年ではCBがGNドライヴを2基使用したツインドライヴシステムを搭載するダブルオーガンダムの他に、GNコンデンサーで稼動するGNアーチャー等のMSが完成している。またGNドライヴ[T]は連邦によって生産が行われ、主力兵器のほとんどがGNドライヴ[T]搭載機となったが、それを取り扱う施設の問題から場所によって旧世代機のMSも配備され続けている。また、イノベイター勢力が保有するガデッサ等のMSにも搭載されているが、彼等の技術によって改良が加えられ小型化・高性能化されている。
2種類存在するGNドライヴの相違点は、発生するGN粒子の特性・稼働時間の有無・生産性の違いが挙げられる。GNドライヴは「トポロジカル・ディフェクト」と呼ばれる現象を稼働原理としており、活動時間はほぼ無限の半永久機関となっている。反面生産性は皆無でGNドライヴの製造には膨大な時間と木星のような高重力下の環境が必要とされる。これに対しGNドライヴ[T]は、電力によりGN粒子を発生させるといういわばGN粒子変換器で、活動時間が有限であるが出力に関しては同等の能力を持っている、また生産性も高く量産にも向いている。GNドライヴ[T]が生成するGN粒子は真紅の光を放つ。このGN粒子の放つ光の違いから、GN粒子の光だけでどちらのドライヴを搭載しているかは識別可能である。
また、通常の3倍以上の機体スペックを発揮するトランザムシステム (TRANS-AM) がGNドライヴのブラックボックスに搭載されていた。これはオリジナル特有の能力だったが、後にGNドライヴ[T]でも同システムが発動出来るようになりこのアドバンテージも無くなっている。トランザムシステム発動中は機体スペックを大幅に引き上げるメリットがあるものの、蓄積したGN粒子を大量消費するため発動後の機体性能が大幅に低下する。またGNドライヴ[T]にて同システムを発動しGN粒子を使いきった場合、最悪ドライヴ破損にも繋がるデメリットも存在する。
擬似GN粒子の人体に対する影響はドライヴから放出されているだけなら特に毒性は無く、ビーム兵器用に高圧縮した時のみ毒性が発生する（改良型では無毒化された）。またオリジナルのGN粒子もある特定条件下では強い毒性が発生する性質がある。
第2世代の段階でGNドライヴを2基搭載するツインドライヴシステムの構想は存在したものの、機体の大型化を招くのと安定度の不安から実現しなかった。後にイオリア・シュヘンベルグ（ヴェーダ）によって送られたトランザムシステムと共にツインドライヴの情報がプトレマイオス側に送られ、これにより実現化の目処が立っていたがドライヴ同士のマッチングの問題が発生、ガンダムエクシアと0ガンダムに搭載されていたGNドライヴによって同調に成功したものの出力が安定していなかったが、後にそれを制御するシステムを備えたオーライザーが完成し、ツインドライヴシステムの全能力が発揮されることになった。

### 推進方式（ガンダム00）
CBの所有するガンダムはGN粒子を噴射するGNバーニアを用いており、それ以外のモビルスーツは水素や電気を推進剤としている。ユニオンにおいては、水素をフレームに浸透させることで燃料を確保する方式を採用。また、太陽光発電システムから直接電力を受信することでエネルギーを得る機体も存在する（AEUの機体）。一方の人類革新連盟のティエレン宇宙型やティエレンタオツーは燃料タンクを装備しているなど技術的には古いといえるが、水を燃料とするなど他国とあまり変わらない。CBの支援組織「フェレシュテ」が保有するガンダムの一機、ガンダムアブルホールもGN粒子を噴射するGNバーニアと水素を燃料とするプラズマジェットを使い分けることができる。

### 操作（ガンダム00）
人類革新連盟のモビルスーツは立座型コクピットとなっており、直立状態で操縦を行う。コクピット内にはモニターがなく、パイロットは専用のヘッドマウントディスプレイが取り付けられた専用のスーツを着用しヘッドマウントディスプレイから外部情報を得る。また、宇宙型ではコクピット内は真空になっており、パイロットにはヘッドマウントディスプレイから外部情報と共に空気が送られている。

### 武装（ガンダム00）
CBのガンダムが使用する武装の大半がGNドライヴ（太陽炉）から供給されるGN粒子を用いたビーム兵器であるのに対し、他の国家群は実弾兵器のみの状態が当初は続いた。しかし、後にCBから内通者が出たことにより、CBのテクノロジーが世界に拡散し、「擬似太陽炉」が開発された。この擬似太陽炉とビームライフルを標準装備した初の量産型MS「GN-X（ジンクス）」が開発され、地球連邦はCBを一旦は壊滅させるほどの大戦果をあげることができた。しかし4年後に活動を再開したCBは再度ガンダムを開発。これに対抗する国家群の兵器の進歩も止まらず、CB側は機体のパワーアップ機構「トランザム」と連動した武装の開発、国家群改め地球連邦は擬似太陽炉の出力と信頼性向上を果たし、ガンダムに勝るとも劣らない大出力ビーム砲を装備した機体、さらにはトランザムを模倣した機体も登場した。MSの分類という点では、国家群のうちユニオンおよびAEUは「ユニオンリアルド、AEUヘリオンなど高機動・可変MSによる汎用性」を重視していたのに対し、人類革新連盟は「ティエレンなど重装甲型MSの大量配備」を重視しており、国家ごとのドクトリンの違いによりMSの系統が決まっていた面が大きい。これらの違いは国家群が地球連邦として統合後、主力MSがGN-X系や、その発展型のアヘッド系に移行したことでほぼ統一された。さらに上位機種として、イノベイドの士官が登場する「ガ」シリーズも開発されたが、こちらは明確に砲撃戦用、格闘専用など役割を明確化している。
遠隔操作兵器として、GNビットと、それを発展させたGNファングが登場する。こちらの制御手段は、ハロなどの機械的バックアップを受けるか、脳量子波を用いて自力で制御するかの2つが判明している。
ほかに特殊な武装としては、CBのメインコンピュータ「ヴェーダ」とリンクする機体全てを制御下に置くガンダムナドレのトライアルシステム及びセラフィムガンダムのトライアルフィールドがある。

### 運用設備（ガンダム00）
ジンクス系列の機体に搭載されているGNドライヴ[T]はスターターが必要な関係上、専用の設備が必要となるため、MS母艦との連携が必須となる。

### 大気圏突入能力（ガンダム00）
CB所有のガンダムは、GNフィールドを展開することにより、単機での大気圏突入が可能となる。

## 『ガンダムAGE』におけるモビルスーツ
『機動戦士ガンダムAGE』の「Advanced Generation」世界におけるモビルスーツ（MS）は、物語開始前に地球圏で起った「コロニー国家戦争」を契機に開発された機動兵器。
本作では、この1作品で宇宙世紀作品群で描かれた年月に匹敵する、約100年間の物語を3人の主人公を通して描く構想になっており、MSなどの兵器類も年月の経過に伴い進化を遂げる事になる。以下、各主人公の物語（=編）におけるMSの特徴を記載する。なお、MS登場後は、戦闘用を「モビルスーツ」、作業用を「モビルスタンダード」と分類され、共にMSと略されている。

### 世代別分類（ガンダムAGE）
A.G.101以前（物語開始前）
「コロニー国家戦争」終結時に各国家間で「銀の杯条約」が締結され、MSをはじめとする兵器、及び軍事技術に関わるデータは全て破棄、もしくは封印され当時の先端軍事技術の大半がロストテクノロジー化した。この影響で軍事用MSの開発系譜は長らく断絶する。以後、モビルスーツはその能力を用途別に厳しく制限され、民生用の３種の「MS」＝作業重機「モビルスタンダード」、競走機器「モビルスポーツ」、警備用機器「モビルセキュリティ」としてのみ存続することとなる。
民間では省力型MSに相当する工事作業用MS重機「モビルスタンダード」の開発や「MSグランプリ」なるモータースポーツ的な競技用にMSのカスタムチューンを行う「MS鍛冶」と呼ばれる技術者たちがMSの根幹技術を継承。このほか、一部のMS鍛冶は独自に軍事に転用可能な技術の研究を密かに行っていた。
「コロニー国家間戦争」に投入されたMSなどの詳細は明らかになっていないが、「自己修復」「自己進化」を行える大型機動兵器が存在していた事が確認されており、A.G.年代の技術水準を大幅に上回っていたと見られる。
A.G.101 - A.G.115（フリット編）
A.G.101年、突如出現し人類を襲い始めた謎の敵性兵器「UE（Unknown Enemy）」に対抗するべく、開発が継続されていた「モビルスタンダード」が戦闘用に改修され連邦軍の機動兵器として採用されるも、地球連邦の技術力は総じてUEに大きく劣っている。その後、多少の改良が施され主力モビルスーツ・ジェノアスとして配備されるが、UEには相変わらず全く歯が立たなかった。
A.G.115年、一人目の主人公フリット・アスノが彼の家に代々伝わるコアユニット・AGEデバイスを解析、協力者たちと共同で造り上げたMS・ガンダムAGE-1がロールアウト。優秀なMS鍛冶であるアスノ家の叡智を結晶化したAGEデバイスと、AGE-1を戦闘経験の積み重ねで自己進化させる武装製作メカ・AGEビルダーとを連携させた、進化する兵器システム「AGEシステム」により、AGE-1は初期時にはUEを通常の方法で倒せる唯一のMSとなった。
その後、AGEシステムで生まれた対UE戦闘用の武器はUEの地球侵略拠点・宇宙要塞アンバット攻略に協力した一部のコロニー戦闘勢力が使用したほか、一部パイロットが個人的にAGE-1のデータを基にした専用MSを作ったりするなど、ガンダムのテクノロジーは小規模ではあるが多少ほかのMSにフィードバックされた。
A.G.140 - A.G.142（アセム編）
この時代、UEは真の名であるヴェイガンと呼ばれ、彼らが駆るMSも火星移住計画が失敗し連邦から見捨てられた移民団の末裔たち（つまり、普通の人類）が独自に開発・発展させた兵器である事が明らかになっている。連邦軍MSは初期時から多少進化してはいたが、未だに、「コウモリ戦役」時のMSが主力であり、最新鋭機であるアデルも、AGE-1の生産仕様であり、基本設計は四半世紀前の機種である。そのため技術的格差は縮まっているものの、ヴェイガンを掃討出来るだけの軍事力を得るには至っていない。一方、AGEデバイスはフリットから息子のアセム・アスノに受け継がれ、ガンダムAGE-1で蓄積されたデータから新型機・ガンダムAGE-2が開発された。
一方、ヴェイガンはXラウンダー専用機の開発を重視し、ゼハート・ガレット専用機・ゼイドラとデシル・ガレット専用機・クロノスを開発した。主力MSは最新鋭機であるドラドに更新されつつあるが、こちらも四半世紀以上前の主力機であるガフランやバクトが現役で稼動している。
A.G.164 -（キオ編、三世代編）
この時代のヴェイガンは地球侵略を見越して開発されていた局地専用MSを相次いで投入しているが、Xラウンダー専用機においては既に技術的に性能向上が限界とされている。地球連邦軍はAGE-2をベースにした可変MSクランシェを主力とし、ヴェイガンに劣るとされた機動力の大幅向上に成功した。一方で宇宙においてはA.G.140年代を前後して反連邦勢力が台頭し、連邦正規軍に対抗可能なカスタムMSが出現するようになる。
ここに至り、ヴェイガンの技術の高さの理由が明らかになる。銀の杯条約で破棄された技術が詰められたデータバンク「EXA-DB」の一部を入手したことにより、地球連邦軍を上回る技術を得る事が出来たと語られている。

### 動力源・駆動方式（ガンダムAGE）
本作のメカニックデザイナー寺岡賢司が言うには 「プラズマ流体システムを想定しており、プラズマ化されたヘリウムや水素を充電したプラズマバッテリー」で、MSをほぼ無給油で長時間動かすほどの性能を持つことを想定したという。SF考証担当の白土晴一は「動力源のようなイメージはなかった」と言った。ただし、あくまでも座談会で語られているだけで公式設定と言う訳ではなく制作スタッフのアイディアレベルの話しで作中では動力源について特別に語られるシーンはほぼ見受けられないが、作業用のモビルスタンダード「デスペラード」については、水素エンジンを搭載され、ガンダムAGE-1にはプラズマ圧縮路が搭載されている。

### 武装（ガンダムAGE）
ガンダムAGE-1の装備する革新的なビームライフル「ドッズライフル」により、U.EのMSの装甲に対抗する術を得た。このライフルは後に地球側の標準装備として量産され、戦局の打開に貢献した。MSの分類についてはU.E側が様々な役割を持ったMSを多数繰り出すのに対し、地球側は汎用機と、一部それをチューンアップしたエース用の高機動戦闘向けの機体がほとんどであった。ガンダムAGE-1、2、3は戦局に応じて手足を交換する「ウェアシステム」によって機体特性を大幅に変更でき、格闘戦から遠距離砲撃戦、高機動戦闘まであらゆる戦局に対応することが可能であった。

## 『Gのレコンギスタ』におけるモビルスーツ
『ガンダム Gのレコンギスタ』世界におけるモビルスーツ（MS）は、宇宙世紀が終焉を迎えて「リギルド・センチュリー」（R.C.）と呼ばれる時代になってから作られたもの。アニメ本編はR.C.1014年を中心に描かれる。
上記の通り、『Gレコ』世界は宇宙世紀系作品世界の延長上にあるため、MSもある程度宇宙世紀の技術を反映した形で作られている（アニメ本編では、「旧世紀の遺物」として、宇宙世紀時代のMSがいくつか登場している）。しかし全ての機体が、「フォトンバッテリー」と呼ばれる動力で稼働する。
R.C.時代では「過剰な技術の進歩は世界の滅亡をもたらす」として新技術の開発はタブー視されていたが、後に公然と破る国家も登場し、更に金星近くの宙域に存在する「ビーナス・グロゥブ」の中核組織「ヘルメス財団」が設計した「G系統」のモビルスーツが戦場に投入された。

### 動力源（レコンギスタ）
MSは全て「フォトン・バッテリー」と呼ばれる特殊なバッテリーで稼働しており、それを生産・供給しているのは地球から伸びた軌道エレベーターの終点にある「ヘルメス財団」と設定されている。ヘルメス財団以外がバッテリーを製造することは禁止されており、独占供給状態を維持している。また、フォトンエネルギーの出力を放出するフォトン装甲を採用する。
搭載MSの中でも主人公機のG－セルフは特にバッテリーの出力が高く、その余剰出力によって機体が青く発光する現象が散見された。

## 『鉄血のオルフェンズ』におけるモビルスーツ
『機動戦士ガンダム 鉄血のオルフェンズ』の世界におけるモビルスーツ（MS）は、人類存亡の危機を引き起こした「厄祭戦」と呼ばれる大戦争を引き起こした禁断の兵器「モビルアーマー」を倒すために生み出された。作中にはその当時から現存しているものと、アニメ本編の舞台となる約300年後に作られたものの2種が登場する。全ての機体が動力源として「エイハブ・リアクター」と呼ばれる相転移炉を搭載しており、高出力や高機動性とパイロットにかかるGの軽減を達成している。ただし、厄祭戦後はMS自体が貴重な存在とされており、独自にMSを生産ないし維持・運用できるのは資金力・技術力に優れたごく限られた勢力のみで、とりわけエイハブ・リアクターの新造は、地球圏最大の軍事組織「ギャラルホルン」のみが可能とされている。ギャラルホルン以外の軍事組織は、MS本体のみを新造してエイハブ・リアクターは厄祭戦当時のものをレストアして使用している。それ以外の民間軍事会社などは、モビルワーカー（MW）という、装甲車や戦車の延長上にある兵器を所有するに留まっている。
一部のガンダム・フレーム限定でMSには「阿頼耶識（アラヤシキ）システム」と呼ばれる、人間の生体神経とマシンネットワークをダイレクトリンクさせる事で、通常MSの数倍に及ぶ高機動性を獲得出来るユニットが搭載されている。このユニットとパイロットがリンクするには（基本的に取り外せない）インターフェイスを人体に取り付ける事が必要とされる。しかし劇中で普及している手術は不完全な物であり、施術を行われた少年には終生寝たきりになるリスクがあることやナノマシンの練度の低さから適合する年齢が10代限定であるなど倫理的な問題点を有しているので、非人道的なシステムとして一般には周知され忌み嫌われている。劇中後半では肉体が損壊し四肢の組織の壊死も始まっていたパイロットを一種の生体パーツとしてMSに組み込み、歪んだ形で「人機一体」を成し遂げた機体も登場した。最終的には、その実験データを元に厄祭戦のオリジナルの性能を持った阿頼耶識システムが復活している。

### 動力源・駆動方式（オルフェンズ）
動力源にはエイハブ・リアクターを採用。全てのMSが「高硬度レアアロイ」と呼ばれる頑強な素材で構成されるインナーフレームを持つ。駆動方式は一般的にはモーター駆動だが、ガンダム・フレームはシリンダー駆動を採用しており、より人間に近い動きが可能となっている。
物語開始時点から約300年前に「エイハブ・リアクター」という相対炉が発明され、それが「厄祭戦」という世界規模の大戦争の遠因となったとされている。このリアクターはMS、艦船に搭載される目的で広く普及し、内部で発生させる「エイハブ粒子」の作用によりMSパイロットへのG負荷の軽減、宇宙船内での擬似重力の形成などの副次効果ももたらした。耐用年数も非常に長く、300年前に放棄されたリアクターがそのまま稼働している例も多い。
ただし、エイハブ粒子が電波障害を引き起こしやすいという短所も持ち合わせているため、市街地に持ち込むと都市インフラを麻痺させてしまう。そのため地球では、都市部にリアクター、およびそれを搭載した兵器を持ち込むことを固く禁じている。
この作品における「ガンダム」は、リアクターを2基内蔵して並列稼働させる「ガンダム・フレーム」という骨格を採用したMSを指す。しかしながらリアクターの並列稼働は技術的に困難を伴い、コストも高くなってしまうため、ガンダム・フレームは72機で生産が打ち切られ、番組中の年代では26機の残存が確認されているとされる。

### 推進方式（オルフェンズ）
エイハブリアクターから発するエイハブ粒子を噴射するエイハブスラスターが存在。この方式ならば新たな推進剤は必要としないが、非力なため姿勢制御等への使用がメインとなる。そのため、主な推進器は高熱によって膨張した水素を噴射する熱相転移スラスターが用いられている。

### 操作（オルフェンズ）
操縦システムに有機デバイスシステム「阿頼耶識システム」を導入しているか否かで大きく異なる。阿頼耶識システムが搭載された機体は、パイロットの脊椎に埋め込まれたコネクターと有線接続するためのインターフェースを有する。パイロットは接続した機体の情報を脳内で処理するためマニュアルを必要とせず、通常の操縦方法より反応速度や操作性が向上し、網膜投影システム等により自身の体のような感覚で機体を操ることを可能にする。ただし、パイロットに必要となる手術の危険性や、基本的に成長期の子供にしか定着しないという特性に加え、MSに使用すれば膨大な情報フィードバックが脳に深刻な負荷をかけ、機体と脳を過度にシンクロさせると肉体に障害を負ってしまうおそれがあるなど、パイロットにかかる負担が非常に大きい。そのため主流となった大戦末期以降は非人道的なシステムとされ、正規にはほぼ忘れられた技術となっていくが、その後も地球圏外の識字率の低い貧困層や犯罪組織において運用される傾向にある。

### 武装（オルフェンズ）
MS大の機関砲やアサルトライフル、バズーカ砲や滑腔砲などは普及しているものの、ナノラミネートアーマーの普及によって射撃兵装が牽制程度にしか役に立たないため、アニメ第1期終了時点では射撃・砲撃戦用のMSというものは存在しない。登場勢力の中でMSを最も多く運用するギャラルホルンは、機体を全て汎用MS「グレイズ」とその派生機で揃えており、手持ち火器を持ち替えることで多様な任務に対応させている。アニメ第2期ではグレイズの後継機「レギンレイズ」の配備が上級士官向けに始まっているが、そちらの射撃兵装も実弾兵器であるレールガンがオプションで用意されているにとどまる。その他の勢力も、殆どは手持ち火器や簡単な装備追加に留めており、極端な射撃能力の向上は図られていない。
ビーム兵器は厄祭戦時代の対人兵器として設定されており、近接戦は剣や手斧、メイスといったごく一般的な武器で行われている。これらの武器は旧来のシリーズのような赤熱化や超振動などの特別なギミックは備えておらず、力任せに斬りつける、叩きつけるのが基本戦法である。このような戦術が一般化している理由としては、ナノラミネートアーマーという特殊装甲の存在があり、ビーム兵器はナノラミネートアーマーの特殊な鏡面構造によって拡散・無効化されてしまうため効果が無く、打ち破るには物理衝撃を直に与えることが有効とされているためである。ナノラミネートアーマーはMSのみならず戦艦にも装備されるほど普及しており、中には「強襲装甲艦」というジャンルの戦艦が存在する。これは、艦の前面にナノラミネートアーマーを装備した強固な装甲を装備し、それを頼みに敵陣に突入、場合によってはそのまま体当たりを仕掛けることも可能な戦艦である。

### 大気圏突入能力（オルフェンズ）
本来は単独での大気圏突入能力を持ってはいないが、ガンダムバルバトスが単独での大気圏突入を余儀なくされた状況で、倒したMSを盾にして機体を守り無事生還するという荒業を見せた。

## 『水星の魔女』におけるモビルスーツ
『機動戦士ガンダム 水星の魔女』の世界におけるモビルスーツ（MS）は、様々な企業体によって開発されていることが明言されており、中でも「ベネリットグループ」に属するジェターク・ヘビー・マシーナリー、ペイル・テクノロジーズ、グラスレー・ディフェンス・システムズ、シン・セー開発公社といった企業が主に登場している。これらベネリットグループの機体は、グループが運営する学園「アスティカシア専門高等学園」に持ち込まれ、それぞれの企業のトップの関係者である学生が運用し、熾烈な開発競争が繰り広げられている。また、本編中から21年前の「水星の魔女 PROLOGUE」では、オックス・アース・コーポレーションやヴァナディース機関といった、ベネリットグループに属さない組織で「GUND-ARM(ガンダム)」が開発されていたが、人体に多大な害をもたらすことを理由に開発が禁止された経緯がある。

### 動力源・駆動方式（水星の魔女）
MSは安全対策などの観点からバッテリーを電源としておりパーメットを利用することで強力なバッテリーを作ることが可能となっている。
電源が切れた際にはバッテリーユニットごと交換するか、ケーブルによる充電か無線充電のいずれかを行う。社会のインフラとしてMS·MC用の充電設備はあらゆる場所に設置されている。
MSは企業を問わずリンク(骨格に相当)とジョイント(関節に相当)との組み合わせで構成されており、電動モーター(EMT)で駆動することを共通の規格としている。モーターの種類に関しては球面モーターなど多種多様なタイプがある。 一部の特殊なMSにはイオミメティクス(生物模做技術)由来の化学エネルギーを使った高分子人工筋肉などもあるがこれはかなり特殊な例といえる。 油圧駆動は一部のMSにフェイルセーフとして使用する例もあるが、その数は多くない。

### 推進方式（水星の魔女）
パーメットで作られた推進金属体 (金属内部に高熱を発生させその金属がプラズマ化し推進剤となる。 ほぼ収納するタンクが要らない) がMS推進及び姿勢制御システムに組み込まれており、この金属体が推進剤としてプラズマ化し電気的な力によりプラズマを加速させて後方に噴射する。長距離の場合は推進金属体を多く積む。MSが爆発する場合はこの推進金属体のプラズマ化が暴走した場合が多い。このMSの推進システムは1G下で飛行するようなものではなく、長く跳躍する程度。

### 操作（水星の魔女）
従来のシリーズ同様にレバーやペダルによって操作を行うが、パイロットの身体に「パーメット」という新種の元素を流入させることにより、機体とパイロットをリンクさせる「パーメットリンク」というシステムが用いられている。パーメットを過度に流入させることは人体に大きなダメージを与えることになるため、監査組織「カテドラル」が設けた規定により流入量は厳しく制限されている。
作中における「ガンダム」は、宇宙での生活によって人体に生じる障碍を克服するための義体化技術「GUND（ガンド）」を操縦システムに転用した機体「GUND-ARM(ガンド・アーム）」を指す。パーメットを大量にパイロットの身体に流入させることにより優れた機動性を発揮したが、黎明期に多数の廃人を生み出してしまったことで公式には開発が禁止された。しかし、それから21年後にあたる作中の年代においても、ガンダムであることを偽って極秘裏に開発、もしくは運用を続けている組織が存在する。

### 武装（水星の魔女）
宇宙空間での実弾使用がスペースデブリを生むという理由から、宇宙で運用されるMSにはビーム兵器が多く普及しているが、地球上でも運用される機体には、ミサイルなどの実弾兵器を装備しているものも存在している。また、アスティカシア高等専門学園で行われるモビルスーツ同士の決闘の際には、実戦時よりも出力を落とした緑色のビームが使用される。
無線誘導兵器やオールレンジ攻撃用の端末は、単なる攻撃用としてではなく、自在に動く盾としての機能を持つもの、攻撃が当たった箇所を機能停止させるものなど、様々な用途を持った端末が登場している。